# Chomelia venulosa
Chomelia venulosa är en måreväxtart som beskrevs av William Carl Burger och Charlotte M. Taylor. Chomelia venulosa ingår i släktet Chomelia och familjen måreväxter.
Artens utbredningsområde är Costa Rica. Inga underarter finns listade i Catalogue of Life.